# Flavio Emoli
Flavio Emoli (23. august 1934 - 5. oktober 2015) var en italiensk fodboldspiller (midtbane). 
Emoli spillede hele sin karriere i hjemlandet, hvor han blandt andet tilbragte ti sæsoner hos Juventus i sin fødeby. Han vandt tre italienske mesterskaber og to Coppa Italia-titler med klubben. Han spillede desuden to kampe for det italienske landshold.

## Titler
Serie A
- 1958, 1960 og 1961 med Juventus

Coppa Italia
- 1959 og 1960 med Juventus